# Regioni della Turchia per indice di sviluppo umano
     0.800 – 1.000
     0.700 – 0.799

Regioni della Turchia per indice di sviluppo umano, 2017.
0.800 – 1.000
0.700 – 0.799

Questa una lista delle regioni della Turchia per indice di sviluppo umano 2017.
| Very High Human Development | Very High Human Development           | Very High Human Development | Very High Human Development |
| Posizione                   | Regione                               | 2017 HDI                    | Comparabile con             |
| --------------------------- | ------------------------------------- | --------------------------- | --------------------------- |
| 1                           | Anatolia Occidentale                  | 0.841                       | Cile                        |
| 2                           | Regione del Marmara Occidentale       | 0.818                       | Russia                      |
| 3                           | Regione di Istanbul                   | 0.812                       | Bulgaria                    |
| 4                           | Regione del Marmara Orientale         | 0.811                       | Romania                     |
| High Human Development      |                                       |                             |                             |
| 5                           | Regione dell'Egeo                     | 0.798                       | Iran                        |
| 6                           | Regione del Mar Nero                  | 0.791                       | Mauritius                   |
|                             | Turchia (media)                       | 0.791                       | Mauritius                   |
| 7                           | Regione dell'Anatolia Centrale        | 0.790                       | Mauritius                   |
| 8                           | Regione del Mar Mediterraneo          | 0.779                       | Georgia                     |
| 9                           | Regione del Mar Nero Orientale        | 0.772                       | Sri Lanka                   |
| 10                          | Regione dell'Anatolia Orientale       | 0.740                       | Mongolia                    |
| 11                          | Regione dell'Anatolia Sud Orientale   | 0.737                       | Rep. Dominicana             |
| 12                          | Regione della Anatolia Nord Orientale | 0.726                       | Tonga                       |